# Grup TCB
El Grup TCB és una empresa catalana especialitzada en la gestió portuària fundada el 1972. El 2013 van facturar 430 milions d'euros i tenia 2.000 treballadors. El seu conseller delegat és Xavier Soucheiron. Gestionen 5 terminals a l'Estat (Barcelona, València, Gijón, Tenerife i La Palma) i d'altres arreu del món. El seu projecte més gran actualment (2014) és la construcció d'una terminal de contenidors a un port de Guatemala.
El 2015 van ser adquirits per APM Terminals.